# Château de Quincy-sous-le-Mont
Le château de Quincy-sous-le-Mont est un château situé à Quincy-sous-le-Mont, en France.

## Localisation
Le château est situé sur la commune de Quincy-sous-le-Mont, dans le département de l'Aisne.

## Historique
Le monument est inscrit au titre des monuments historiques en 1927.